# Джитер, Дерек
Дерек Джитер (англ. Derek Jeter; р. 26 июня 1974) — американский бейсболист, шорт-стоп, отыгравший 20 сезонов в Главной лиге бейсбола (МЛБ) за «Нью-Йорк Янкис». С 2003 года и до завершения карьеры в 2014 году Джитер был капитаном команды. Он пять раз помогал «Янкис» выиграть Мировую серию, а в 2000 году был признан её самым ценным игроком. Джитер 14 раз участвовал в матчах всех звёзд Главной лиги бейсбола. За свою карьеру Джитер сделал 3465 хитов и является шестым по этому показателю в истории МЛБ.

## Биография

### Ранние годы
Родители Дерека Джитера познакомились в Германии, где служили в рядах армии США. Отец Дерека — афроамериканец, мать имеет ирландско-немецкое происхождение. Джитер родился в городке Пекваннок-Тауншип в Нью-Джерси, в четыре года вместе с семьёй переехал в Каламазу в Мичигане. Во время учёбы в старшей школе Каламазу Дерек играл за школьные команды по бейсболу и баскетболу. Особенно он преуспел в первом, проявив себя выдающимся отбивающим. В 1992 году USA Today, Gatorade и ассоциация бейсбольных тренеров признали Джитера лучшим бейсболистом года среди учащихся старших классов США. Школьный бейсбольный стадион с 2011 года носит имя Дерека Джитера. Мичиганский университет желал видеть Джитера в своей бейсбольной команде и предлагал ему спортивную стипендию, однако Дерек предпочёл сразу после окончания школы стать профессиональным спортсменом.
На драфте Главной лиги бейсбола в 1992 году Джитер рассматривался как один из кандидатов на роль первого выбора. Клуб «Хьюстон Астрос», выбиравший первым, однако предпочёл отказаться от Джитера, опасаясь, что тот запросит слишком высокий бонус при подписании контракта. В итоге Дерек был выбран под шестым номером клубом «Нью-Йорк Янкис», заплатившим ему при заключении контракта 800 тысяч долларов. Четыре года Джитер выступал в низших бейсбольных лигах, начав свою профессиональную карьеру весьма неудачно. В дебютной игре в качестве профессионала Дерек семь раз выходил на биту и не сделал ни одного хита. За 47 игр сезона в лиге новичков Джитер отбивал лишь 20,2 % подач, в последней игре тренер даже не выпустил его на поле, чтобы Дерек не опустился ниже 20 %, так называемого порога Мендосы, характеризующего неумелых отбивающих. Первые неудачи не сломили Джитера. В последующие сезоны он значительно улучшил свою игру в качестве отбивающего, а также много работал над игрой в качестве полевого игрока. В 1994 году Дерек, отыграв сезон за три команды в трёх лигах, отбивал уже 34,4 % подач, имел в своём активе пять хоум-ранов, 68 RBI и 50 украденных баз. Он был удостоен звания лучшего игрока низших лиг по версиям Baseball America, Sporting News, USA Today и Topps.

### В Главной лиге бейсбола
В 1995 году Джитер благодаря травме основного шорт-стопа «Нью-Йорк Янкис» Тони Фернандеса получил шанс проявить себя. 29 мая 1995 года состоялся дебютный матч Дерека Джитера в Главной лиге бейсбола. В игре против «Сиэтл Маринерс» он был девятым отбивающим и пять раз выходил на биту, но не сделал ни одного хита и один раз был выбит страйк-аутом. До возвращения Фернандеса в строй Джитер успел принять участие в 13 играх, в которых отбивал 25 % подач и сделал две ошибки, после чего был отправлен назад в низшую лигу. Однако и у Фернандеса сезон не заладился, так что новый менеджер Джо Торри рассчитывал на Джитера в качестве основного шорт-стопа в следующем сезоне, но владелец команды Джордж Стейнбреннер скептически относился к перспективам молодого игрока, и намеревался совершить обмен с целью получить более опытного бейсболиста на проблемную позицию шорт-стопа. Однако после уговоров функционеров команды Стейнбреннер согласился дать Джитеру шанс.
Оказанное ему доверие Джитер полностью оправдал. Уже в матче открытия нового сезона Дерек выбил свой первый хоум-ран в МЛБ. И весь первый полноценный сезон в составе «Янкис» для Джитер выдался крайне успешным. Он закончил его с 31,4 % отбитых подач, выбил 10 хоум-ранов, совершил 104 пробежки и заработал 78 RBI. Его безоговорочно признали лучшим новичком года в Американской лиге. В серии плей-офф того же года Джитер стал ведущим бьющим «Янкис», повысив свой процент отбитых подач до 36,1. Победив клуб «Атланта Брэйвз» в Мировой серии, «Нью-Йорк Янкис» впервые с 1978 года стали чемпионами Главной лиги бейсбола.
В последующие сезоны Джитер утвердился в качестве одной из главных звёзд Главной лиги бейсбола и ведущего игрока «Нью-Йорк Янкис». Он регулярно приглашался на матчи всех звёзд МЛБ, в 1998 году занял третье место в голосовании по определению самого ценного игрока Американской лиги. В 1998—2000 годах «Янкис» вместе с Джитером три раза подряд выигрывали Мировую серию. В сезоне 2000 Дерек стал первым игроком в истории МЛБ, кто за один год выиграл награды самому ценному игроку Мировой серии и самому ценному игроку матча всех звёзд МЛБ. Перед началом сезона 2001 Джитер подписал с «Янкис» десятилетний контракт, по которому его зарплата составила 189 млн долларов. На тот момент это был второй по размеру зарплаты контракт в профессиональном спорте после контракта Алекса Родригеса на сумму 252 млн долларов.
В июне 2003 года Джитер был назначен новым капитаном «Нью-Йорк Янкис». Эта должность оставалась вакантной восемь лет после ухода из спорта Дэна Мэттингли. Перед началом сезона 2004 ряды нью-йоркской команды пополнил Алекс Родригес, выдающийся игрок, обладатель двух «Золотых перчаток», также играющий шорт-стопа. Однако Джитер сохранил свою позицию на поле, Родригес же стал игроком третьей базы, существенно укрепил эту позицию и позволил Дереку более эффективно действовать левее. Благодаря работе с Родригесом Джитер заметно улучшил свою игру в защите и три года подряд удостаивался «Золотой перчатки» в качестве лучшего шорт-стопа Американской лиги, к концу карьеры он имел уже пять таких наград.
2009 год стал особенно удачным для Джитера. 11 сентября он побил рекорд Лу Герига по количеству хитов, выбитых игроком «Нью-Йорк Янкис», доведя свой счёт до 2722. Он вновь, уже в пятый раз за карьеру, стал чемпионом Главной лиги бейсбола, причём в Мировой серии отбивал подачи с высоким процентом 40,7. Журнал Sports Illustrated назвал Джитера лучшим спортсменом года, а также вместе с сайтом Sporting News включил его в символическую сборную МЛБ прошедшего десятилетия. По версии Sporting News Джитер занял восьмое место в рейтинге лучших действующих бейсболистов.
Перед началом сезона 2011 Джитер, ставший свободным агентом, подписал новый контракт с «Янкис». На этот раз соглашение на сумму 51 млн долларов было рассчитано на три года с возможностью продления на четвёртый. В игре Дерека к этому времени наметился спад, давал о себе знать его возраст. Его результативность в качестве отбивающего ухудшилась, в защите он также стал менее эффективен. Однако это не помешало Джитеру 9 июля 2011 года стать первым из игроков «Янкис», вошедшим в клуб 3000 хитов. Кроме того, он установил клубный рекорд по количеству сыгранных матчей. В 2012 году Джитер вновь крайне успешно заиграл в нападении. С 216 хитами он стал лучшим в сезоне по этому показателю, а также вошёл в число десяти лучших по выбитым хитам игроков МЛБ за всю её историю.
Большую часть сезона 2013 Джитер пропустил из-за травм и за 17 сыгранных матчей имел рекордно низкий для себя процент отбитых подач — 19. Перед началом сезона 2014 Джитер подписал контракт с «Янкис» ещё на один сезон, заранее предупредив, что он станет последним в его карьере. В своём прощальном сезоне сорокалетний Дерек добрался до шестого места в списке лидеров МЛБ по хитам, а также вошёл в десятку лучших по пробежкам. Карьеру Джитер завершил с 3465 хитами, 260 хоум-ранами, 1311 RBI и процентом отбитых подач 31.

### Управленец
В августе 2017 года был в составе группы инвесторов, которая купила Майами Марлинс за 1,2 миллиарда долларов. Джитеру принадлежало 4 % франшизы, он курировал бейсбольные операции в клубе. За четыре сезона команда единожды выходила в мировую серию, 2 марта Джитер ушёл с должности генерального директора.

### Мировая бейсбольная классика
Дерек Джитер был основным шорт-стопом американской бейсбольной сборной в Мировой бейсбольной классике 2006 года. В шести играх он отбил 9 из 20 подач (45 %) и сделал пять пробежек. Из игроков, выходивших на биту хотя бы 20 раз на турнире, лучше результативность была лишь у американца Кена Гриффи-младшего (52,4 %) и кубинца Йоанди Гарлобо (48 %). Своей игрой Джитер удостоился включения в символическую сборную турнира.
В Мировой бейсбольной классике 2009 года Джитер вновь бы основным шорт-стопом, а также был назначен капитаном американской сборной. В восьми играх он отбил 8 из 29 подач (27,6 %). Сборная США с Джитером в составе провела товарищеский матч против «Йью-Йорк Янкис». Это был единственный раз в карьере Джитера, когда он играл против «Янкис».

## Личная жизнь
Личная жизнь Джитера с его дебютного сезона в Главной бейсбольной лиге была популярной темой для обсуждения в светской хронике. С 1997 по 1998 годы у него был широко освещаемый СМИ роман с певицей Мэрайей Кэри. Также он встречался с фотомоделями Ларой Даттой и Ханной Дэвис, певицей Джой Энрикес, фотомоделью и телеведущей Ванессой Миннилло, актрисами Джорданой Брюстер, Джессикой Бил, Минкой Келли.
В 1996 году Джитер основал благотворительную организацию Turn 2 Foundation, задачей которой была помощь детям и подросткам избегать алкоголя и наркотиков, а также поощрять их за высокие достижения в учёбе. За свою благотворительную деятельность Джитер в 2012 году был удостоен почётной докторской степени от Колледжа Сиены. Также он выступал послом сайта Weplay, направленного на популяризацию спорта у детей.
C 2016 года женат на Ханне Дэвис. У супругов три дочери — Белла Рэйн Джитер (род. 17 августа 2017), Стори Грей Джитер (род. январь 2019) и Ривер Роуз Джитер (род. 2 декабря 2021).

## Достижения
- 14 раз участвовал в матче всех звёзд МЛБ: 1998—2002, 2004, 2006—2012, 2014
- 5-кратный обладатель награды «Золотая перчатка» лучшему шорт-стопу Американской лиги: 2004—2006, 2009, 2010
- 5-кратный обладатель награды «Силвер Слаггер» Американской лиги: 2006—2009, 2012
- 5-кратный обладатель звания «Игрок года „Нью-Йорк Янкис“»: 1998—2000, 2006, 2009
- 2-кратный обладатель награды Хэнка Аарона: 2006, 2009
- Спортсмен года по версии Sports Illustrated: 2009
- Обладатель награды Роберто Клемента: 2009
- Обладатель награды Лу Герига: 2010
- Обладатель награды Бейба Рута: 2000
- Самый ценный игрок Мировой серии: 2000
- Самый ценный игрок матча всех звёзд Главной лиги бейсбола: 2000
- Новичок года Американской лиги: 1996
- Включён в сборную лучших игроков десятилетия по версиям Sporting News и Sports Illustrated: 2009
- Лучший игрок года среди старшеклассников по версия USA Today, Gatorade и ассоциации американских бейсбольных тренеров: 1992